# ST8SIA1
ST8SIA1 (англ. ST8 alpha-N-acetyl-neuraminide alpha-2,8-sialyltransferase 1) – білок, який кодується однойменним геном, розташованим у людей на короткому плечі 12-ї хромосоми. Довжина поліпептидного ланцюга білка становить 356 амінокислот, а молекулярна маса — 40 519.
| 10         |  | 20         |  | 30         |  | 40         |  | 50         |
| ---------- |  | ---------- |  | ---------- |  | ---------- |  | ---------- |
| MSPCGRARRQ |  | TSRGAMAVLA |  | WKFPRTRLPM |  | GASALCVVVL |  | CWLYIFPVYR |
| LPNEKEIVQG |  | VLQQGTAWRR |  | NQTAARAFRK |  | QMEDCCDPAH |  | LFAMTKMNSP |
| MGKSMWYDGE |  | FLYSFTIDNS |  | TYSLFPQATP |  | FQLPLKKCAV |  | VGNGGILKKS |
| GCGRQIDEAN |  | FVMRCNLPPL |  | SSEYTKDVGS |  | KSQLVTANPS |  | IIRQRFQNLL |
| WSRKTFVDNM |  | KIYNHSYIYM |  | PAFSMKTGTE |  | PSLRVYYTLS |  | DVGANQTVLF |
| ANPNFLRSIG |  | KFWKSRGIHA |  | KRLSTGLFLV |  | SAALGLCEEV |  | AIYGFWPFSV |
| NMHEQPISHH |  | YYDNVLPFSG |  | FHAMPEEFLQ |  | LWYLHKIGAL |  | RMQLDPCEDT |
| SLQPTS     |  |            |  |            |  |            |  |            |

A: Аланін

C: Цистеїн

D: Аспарагінова кислота

E: Глутамінова кислота

F: Фенілаланін

G: Гліцин

H: Гістидин

I: Ізолейцин

K: Лізин

L: Лейцин

M: Метіонін

N: Аспарагін

P: Пролін

Q: Глутамін

R: Аргінін

S: Серин

T: Треонін

V: Валін

W: Триптофан

Кодований геном білок за функціями належить до трансфераз, глікозилтрансфераз. 
Задіяний у таких біологічних процесах, як метаболізм ліпідів, альтернативний сплайсинг. 
Локалізований у мембрані, апараті гольджі.